# 코르도판 제어
코르도판 제어(Kordofanian)는 수단 남코르도판 주의 누바산맥 지대에서 사용되는 5개 언어군을 묶은 지리적 분류이다. 탈로디헤이반어군(Talodi–Heiban), 라포파어군(Lafofa), 라샤드어군(Rashad), 카틀라어군(Katla), 카두어군(Kadu)이 속한다. 이 중 앞의 4개는 가설적으로 니제르콩고어족에 분류되는 경우가 있지만, 카두어군은 이제 나일사하라어족에 속한다고 추정되고 있다.

## 역사
1963년 조지프 그린버그가 니제르콩고어족에 코르도판어족을 붙여 니제르-코르도판 가설을 제기하였다. 그러나 코르도판 언어들은 니제르콩고어족의 다른 어파들보다 더 먼 친척 관계인지는 물론, 하나의 유효한 그룹을 이루는지도 증명되지 않았다. 오늘날 카두어군을 제외한 언어들은 니제르콩고어족에 속한다는 것이 일반적으로 받아들여지고 있다.
로저 블렌치는 탈로디어군과 헤이반어군이 니제르콩고어족의 핵심부인 대서양콩고어파에서 특징적인 명사 부류 체계를 가지고 있지만, 카틀라어군의 두 언어는 그러한 체계의 흔적이 전혀 없다고 지적한다. 한편 카두어군과 일부 라샤드어군의 경우, 명사 부류 체계를 물려받은 것이 아니라 언어동조대의 일부로서 습득한 것으로 보인다. 따라서 블렌치는 탈로디어군과 헤이반어군은 니제르콩고어족의 핵심부에 속하는 반면, 카틀라어군과 라샤드어군의 경우 만데어파와 유사한 주변적 분파를 이룬다고 주장한다.